# Plestia naias
Plestia naias är en insektsart som beskrevs av Ronald Gordon Fennah 1950. Plestia naias ingår i släktet Plestia och familjen Ricaniidae. Inga underarter finns listade i Catalogue of Life.